# 2012年5月

## 5月2日
- 挪威画家爱德华·蒙克在1893年创作的粉彩画《呐喊》在美国纽约苏富比拍卖行拍出1.19亿美元的价格，创下世界单件艺术品拍卖的新纪录。[1]
- 匈牙利国会选举前国会主席、青年民主主义者联盟候选人阿戴尔·亚诺什为新一任匈牙利总统。[2]

## 5月4日
- 希拉里·克林顿在北京访问期间，《北京日报》、《北京青年报》、《新京报》、《京华时报》等北京报刊，腾讯网、新浪网、网易、搜狐以及凤凰网等网站刊登同时评论，齐声点名批评美国驻华大使骆家辉以及“反华势力的棋子”陈光诚。[3][4][5][6][7][8][9][10][11]
- 5月3日至4日举行的第四轮中美战略与经济对话。中国国家主席胡锦涛的特别代表国务委员戴秉国与美国总统贝拉克·奥巴马的特别代表国务卿希拉里·克林顿共同主持了战略对话。[12]

## 5月6日
- 在法國總統大選第二輪投票中，社會黨的擊敗現任總統，當選新任總統。[13][14]

## 5月7日
- 南韓媒体报道，南韓政府严查中国“人肉胶囊”走私。胶囊大多由被堕胎的胎儿制成。早在五年前就有媒体曝光广东有人吃“婴儿汤”。一些男人们认为这有助于提高性能力。[15][16]
- 英格兰选手罗尼·奥沙利文在谢菲尔德克鲁斯堡剧院举行的2012年斯诺克世界锦标赛中获得冠军，是其第四次获得该赛事的冠军。[17]
- 安东尼斯·萨马拉斯率领新民主党在6日举行的希腊议会选举中获胜，成为议会第一大党，但未获得单独组阁权。[18]

## 5月9日
- 一架在雅加达进行飛行展示時於印尼爪哇島薩拉火山墜毀，造成45人死亡，其中包括8名俄罗人，1名法国人名，1名美国人和2名意大利人。[19][20]

## 5月10日
武装冲突和袭击
- 叙利亚动乱：两场大爆炸接连发生在四面楚歌的叙利亚首都大马士革，据报数人死伤。[21] [22] [23]
- 据报，一场空袭在南也门Jaar（英语：Jaʿār）镇杀死了5名“基地”组织武装分子。[24]
- 红十字国际委员会在一名工作人员被绑架杀害后暂停了所有在巴基斯坦的人道主义工作。 [25]

艺术与文化
- Sleeping Girl, 一幅美国波普艺术家罗伊·利希滕斯坦的画作，拍卖会上卖出4.49千万美元，创下了Lichtenstein艺术作品的新纪录。 [26]
- Figure Writing Reflected in a Mirror，一幅弗兰西斯·培根的画作，在纽约的拍卖会上卖出4.49千万美元。[27]
- 包括萨尔曼·鲁西迪、Art Spiegelman（英语：Art Spiegelman）和马里奥·巴尔加斯·略萨反对在纽约公共图书馆第五大道分支上计划花费的3亿美元，说这是“在非常短缺时错误利用资金”。一份由700名作家、学者等签名的信被发到图书馆。[28]

商业和经济
- 英国公共部门抗议：
  - 多大40万名英国public sector工人决定开展24小时罢工，以抗议计划的养老金削减。 [29] [30]
  - 超过3万名英国警员抗议警察改革、削减预算和攻击削减，在英格兰和威尔士举行了最大的警察示威游行。 [31]

灾难
- 失事的苏霍伊-100超级喷气式飞机残骸在5月9日发现在印度尼西亚，飞机上有45人。据报，没有存在幸存者的迹象。[32] [33]
- 一架直升机坠落在北海 (大西洋)阿伯丁。 [34]

国际关系
- 联合国送到海地的稳定特派团成员被指控在一个联合国位于Port-Salut（英语：Port-Salut）镇的基地绑架并性虐待一名当地青少年：他将在闭门听证会中作证。[35]
- 中华人民共和国旅游公司暂停到菲律宾的旅游航班，在两国日益紧张的南中国海的领土纠纷背景下。 [36]
- 一些澳大利亞聯邦警察被从瓦努阿图驱逐，在瓦努阿图总理的私人助理上月在澳大利亚被捕后。 [37]

法律与犯罪
- 伦敦警察厅在6周内进行第14次所谓的警察种族主义调查。[38]

政治和选举
- 英国首相戴维·卡梅伦允许了他的前发言人Andy Coulson（英语：Andy Coulson），也是窃听丑闻小报《世界新闻报》的前编辑，在未获完全安全调查的情况下，获取一些英国政府最敏感的秘密，莱韦森调查（英语：Leveson Inquiry）得知。 [39] [40]
- 在希腊，泛希腊社会运动党的埃万盖洛斯·维尼泽洛斯在创建联合政府中扮演另一个角色，在该国增加的政治和经济混乱背景下。 [41]
- 阿尔及利亚选民对立委选举进行投票。[42]

## 5月13日
- 第五次中日韩领导人会议在北京举行。应中国总理温家宝邀请，韩国总统李明博、日本首相野田佳彦出席了这次会议。中日韩正式签署投资协定，并一致同意在今年内启动中日韩自由贸易区谈判。[43]

## 5月14日
武装冲突和袭击
- 叙利亚动乱：至少30人在叙利亚政府与叛军位于拉斯坦城的战斗中死亡。据报，其中23人是政府军士兵。[44]

商业和经济
- 一场印度航空飞行员进行的罢工进入第七天，取消了13班国际航班。[45] [46]

灾难
- 一架载有21人的阿格尼航空航班在多山的北尼泊尔Jomsom机场（英语：Jomsom Airport）尝试着陆时坠落（英语：2012 Agni Air Dornier 228 crash）。据报，有15人死亡。 [47][48] [49]
- 一场6.2-矩震级的地震袭击了秘鲁-智利边境边境，导致停电的但没有严重的直接损失。没有伤亡报道。 [50]

国际关系
- 韩国总统李明博进行了1983年来首次韩国领导人对缅甸的正式访问。1983年在时任韩国总统全斗焕访问缅甸时，曾遭到袭击。 [51]
- 超过1,500名被以色列囚禁的巴勒斯坦囚犯在以色列当局在探监、单独拘禁和集中营的使用问题上让步后停止绝食。[52]

体育
- 曼彻斯特城足球俱乐部获得2011年至2012年英格兰超级联赛的冠军，这是该俱乐部自1968年以来首次获得英格兰顶级联赛冠军。 [53]

## 5月15日
- 希腊各政党在5月6日议会选举之后无法就组阁问题达成一致，组阁失败，将在6月重新举行议会选举。[54]

武装冲突和袭击
- 叙利亚动乱：
  - 在安全部队于一个葬礼中开火后，至少20名平民在叙利亚伊德利卜省死亡。[55]
- 在也门政府军攻击津吉巴尔和Jaar（英语：Jaʿār）的行动中，有至少44人死亡。其中包括3名士兵和至少11名平民。 [56]
- 哥伦比亚首都波哥大的一枚炸弹炸伤了前任内政部长内政部长（英语：Ministry of the Interior and Justice (Colombia)）Fernando Londoño Hoyos，炸死了他的司机和一名警察。[57]

国际关系
- 上千的巴基斯坦人为「巴勒斯坦人大逃亡」事件64周年游行，纪念在以色列独立宣言后从前英屬巴勒斯坦託管地的撤离（英语：Causes of the 1948 Palestinian exodus）；在示威者与以色列警察发生的轻微冲突中，有人轻微受伤。[58] [59] [60]
- 美国和哥伦比亚之间的自由贸易协定生效。[61]

## 5月16日
武装冲突和袭击
- 一家俄罗斯种植园项目试图建立总部，柬埔寨警察和士兵在试图把当地居民赶走时发生冲突。据报，有一名年轻女孩死亡。 [62]

灾难
- 5月9日俄罗斯坠机（英语：Mount Salak Sukhoi Superjet 100 crash）的黑匣子被印尼当局从西爪哇省发现。 [63]

## 5月17日
国际关系
- 身份不明的朝鲜人对释放其所关押的29名中国船员索要赎金。[64]

法律与犯罪
- 由于检察机关向国防部报告了错误的证据，对前波黑军大将拉特科·姆拉迪奇的审判被无限期推迟。[65]

政治和选举
- 被指控垄断大权后，叙利亚全国委员会领导人伯翰·加利昂提出辞职。 [66]

## 5月18日
- 美国社交网络服务网站Facebook通过首次公开募股正式在纳斯达克上市，募集资金160亿美元，成为美国历史上第三大首次公开募股案例。[67][68]

国际关系
- The 八国集团会议在美国的戴维营举行，讨论希腊债务危机和欧元区相关议题。 [69]

政治
- Sybrand van Haersma Buma（英语：Sybrand van Haersma Buma）被选为基督教民主呼籲 (CDA)新党主席，成为2012年荷蘭大選的头号候选人。 [70]

体育
- 奥林匹克圣火雅典搭乘航班从到达英国，准备参加2012年夏季奥林匹克运动会前的火炬傳遞。[71]

## 5月19日
- 英格兰在德国慕尼黑安联球场举行的2012年欧洲冠军联赛决赛中击败德国拜仁慕尼黑足球俱乐部，获得冠军。[72]
- 73岁高龄的日本女登山家渡边玉枝成功登顶珠穆朗玛峰，刷新了女性珠峰登顶者最高年龄纪录。[73]

武装冲突和袭击
- 一枚汽车炸弹叙利亚代尔祖尔城附近的一所军事基地爆炸（英语：2012 Deir ez-Zor bombing），导致9人死亡。[74]
- 在意大利布林迪西的一所职业学校一颗炸弹爆炸（英语：2012 Morvillo Falcone school bombing），导致一名十六岁女学生死亡。 [75] [76]
- 阿富汗西部的霍斯特省自杀式炸弹包括一些警察在内的10人死亡。 [77]
- 斯里兰卡庆祝曾持续26年的内战结束三周年，可倫坡举行了一场大型军队游行。[78]

灾难
- 在法国南部的Var的犁车集会的踩踏事故中，至少有2人死亡17人受伤。[79] [80]

国际关系
- 中国活动家陈光诚和他的妻儿从北京飞到紐華克自由國際機場。 [81]

## 5月20日
- 塞尔维亚进步党主席托米斯拉夫·尼科利奇在总统选举第二轮投票中获胜，当选为下一任塞尔维亚总统。[82]

## 5月21日
- 为期两天的北约领导人第25次峰会在美国芝加哥落下帷幕，并在北约未来军事能力建设和阿富汗问题上达成了多项共识。[83]

## 5月22日
- 美國太空探索技术公司研发的龙号飞船在佛羅里達州卡纳维拉尔角空军基地由獵鷹9號運載火箭搭载升空，将前往國際太空站。 [84][85]
- 英国特技表演者加里·康纳里从升至约730米空中的直升机上一跃而下，仅借助一件特制“羽翼服”成功落地，成为不用降落伞从飞机跳下并安全着陆的世界第一人。[86]
- Google完成收购摩托罗拉移动。[87]

## 5月23日
- 正在日内瓦举行的第65届世界卫生大会选举中国推荐的候选人陈冯富珍女士为世界卫生组织下任总干事。这是陈冯富珍担任世卫组织总干事5年半后再次当选。[88]

## 5月25日
- 美国太空探索技术公司发射的“龙”飞船与国际空间站成功对接，由此成为有史以来首艘造访空间站的商业飞船。[89]
- 叙利亚霍姆斯省胡拉镇在国内持续的动乱中发生一起杀戮事件，造成包括32名儿童在内的92人死亡。[90]
- 西班牙政府同意向Bankia银行注资190亿欧元帮助其渡过难关，这将是西班牙历史上最大规模的银行救助行动。[91]

## 5月26日
武装冲突和袭击
- 阿富汗戰爭：
  - CNN估计，北约部队死亡人数已达3,000人。[92]
  - 阿富汗议会批准了关于美国于2014年前撤军阿富汗的战略协议。[93]
- 马里共和国北部的两组叛军，伊斯兰后卫和阿扎瓦德民族解放运动联手在所占领地区组建一个独立的伊斯兰国家。[94]
- 至少92人被在叙利亚霍姆斯省侯拉镇杀害的消息被广泛报道。 [95]

## 5月27日
- 奥地利导演迈克尔·哈内克执导的电影《爱》在法国戛纳举行的第65届戛纳电影节上获得金棕榈奖。[96]
- 印度總理曼莫汉·辛格到訪緬甸，這是印度總理25年來首次訪問這個鄰國。[97]
- 瑞典歌手罗琳在阿塞拜疆首都巴库举行的2012年欧洲歌唱大赛中凭借演唱歌曲《Euphoria》获得冠军。[98]

## 5月30日
- 国际刑事法院以利比里亚前总统查尔斯·泰勒在塞拉利昂内战中犯有战争罪和危害人类罪为由，判处其50年监禁。[99]

## 5月31日
- 埃及目前执掌国家权力的武装部队最高委员会发表声明，宣布自31日起正式在全国范围内解除实施长达30余年的紧急状态。[100]
- 国际纯粹与应用化学联合会正式宣布Flerovium和Livermorium两个人工合成元素的新名称。[101]